# Еліас Мендес Тріндаді
Еліас Мендес Тріндаді (порт. Elias Mendes Trindade, нар. 16 травня 1985, Сан-Паулу) — бразильський футболіст, півзахисник «Корінтіанса» та національної збірної Бразилії.

## Клубна кар'єра
Народився 16 травня 1985 року в місті Сан-Паулу. Вихованець футбольної школи клубу «Палмейрас», де він провів вісім років. В одному з сезонів, у складі команди до 17 років, де він виступав разом з Вагнером Лавом, Еліас став найкращим бомбардиром з 20-ма голами, один з яких став переможним у фіналі молодіжного чемпіонату Сан-Паулу проти «Корінтіанса».
У 2005 році він покинув клуб і перейшов в «Наутіко Капібарібе». Там півзахисник грав надзвичайно мало і, до того ж, не отримував заробітну плату за свою працю. Через два місяці, він повернувся в Сан-Паулу, проте не зміг знайти собі команду і впав у глибоку депресію. За допомогою друзів він поступово почав трохи підтримувати форму в аматорських командах «Леоес ді Геоландія» і «Лагоїнья», виступаючи в першості півночі муніципалітету Сан-Паулу.
У 2007 році, знову з допомогою друзів, Еліас зміг потрапити на перегляд до клубу «Сан-Бенту». Там він сподобався головному тренеру команди Фредді Рінкону, який взяв гравця до себе і поставив його на місце атакуючого півзахисника, незважаючи на те, що до цього футболіст завжди грав виключно в нападі. Потім він грав за «Жувентус Сан-Паулу», з яким виграв Кубок Сан-Паулу, та «Понте-Прету». З цією командою Еліас дійшов до фіналу чемпіонату штату Сан-Паулу.
На початку 2008 року Еліас перейшов в «Корінтіанс», підписавши контракт до 2011 року, з яким виграв чемпіонат Сан-Паулу і Кубок Бразилії. Відіграв за команду з Сан-Паулу наступні два сезони своєї ігрової кар'єри. Більшість часу, проведеного у складі «Корінтіанс», був основним гравцем команди.
30 грудня 2010 року Еліас перейшов в іспанський «Атлетіко». Сума трансферу склала 7 млн євро. 17 січня 2011 року бразилець дебютував у складі клубу в матчі проти «Мальорки». 2 березня того ж року він забив перший м'яч у складі мадридців, вразивши ворота «Хетафе».
Влітку 2011 року уклав контракт з португальським «Спортінгом», у складі якого провів наступні півтора року своєї кар'єри гравця. Після цього увесь 2013 рік на правах оренди провів у «Фламенго», у складі якого також став володарем кубка Бразилії.
На початку 2014 року підписав контракт з «Корінтіансом». Відтоді встиг відіграти за команду з Сан-Паулу 48 матчів у національному чемпіонаті і 2015 року став з командою чемпіоном Бразилії.

## Виступи за збірну
7 жовтня 2010 року дебютував в офіційних матчах у складі національної збірної Бразилії в товариській грі проти збірної Ірану, в якій бразильці перемогли 3:0, а Еліас вийшов по перерві замість Філіппе Коутінью.
У складі збірної був учасником розіграшу Кубка Америки 2011 року в Аргентині та розіграшу Кубка Америки 2015 року у Чилі.
Наразі провів у формі головної команди країни 31 матчі.

## Титули і досягнення
- Чемпіон Бразилії (1):

«Коринтіанс»: 2015
- Володар Кубка Бразилії (1):

«Коринтіанс»: 2009: «Фламенго»: 2013
- Переможець Ліги Пауліста (1):

«Коринтіанс»: 2009
- Переможець Суперкласіко де лас Амерікас (1):

Бразилія: 2014